# SC Preußen Münster
El Preußen Münster es un club de fútbol alemán de la ciudad de Münster, perteneciente al Bundesland de Renania del Norte-Westfalia. El club disputa sus partidos como local en el Preußenstadion con capacidad para 14,300. Jugará desde la temporada 2024-25, en la 2. Bundesliga, la segunda división del fútbol alemán tras haber ascendido.

## Estadio

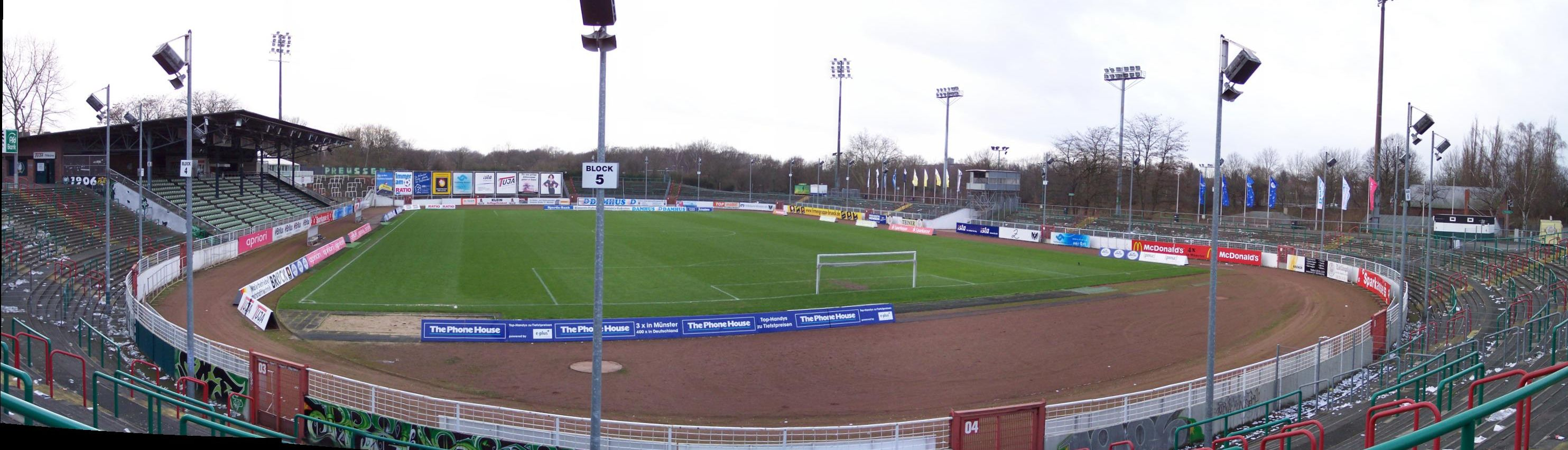
El Preußenstadion antes de su remodelación (2007)

El club juega en el Preußenstadion, que fue construido en 1926. Una vez considerado uno de los estadios más modernos de Alemania, el estadio poco a poco fue cayendo en mal estado, lo que resultó en la reducción de la capacidad de 40.000 en la década de 1950 a 15.000 y, después de quitar una tribuna, hasta los 12.754 actuales. En los años 80 se consideró la construcción de una nueva instalación, pero la idea se abandonó en diciembre de 2000. En la primavera de 2008 se decidió renovar el Preußenstadion para hacerlo más atractivo y adaptado a los estándares modernos. La zona de asientos fue sustituida por una nueva que incluye 2.931 asientos y salas VIP. Algunas de las terrazas que aún estaban descubiertas obtuvieron un techo. Las obras finalizaron en mayo de 2009. Se han planteado más planes para continuar modernizando el estadio y en 2014 se tomaron medidas para cambiar el plan de desarrollo del área del estadio por parte de la administración local. En diciembre de 2018, la administración local concedió 40 millones de euros para modernizar el estadio, que se amplió a 60 millones en noviembre de 2022. Para señalar el inicio de las modernizaciones, la tribuna occidental fue derribada al final de la temporada 2021-22 y ha sido reemplazada por una barrera acústica que muestra un diseño con varias ex leyendas del club. Actualmente, el club está buscando un contratista para reconstruir las gradas en el oeste, este y norte. Esto aumentaría el aforo general hasta unos 20.000 espectadores, todas las gradas tendrían techo. El club también planea construir dos nuevos edificios para tener más espacio para los equipos juveniles y el vecino club de baloncesto UBC Münster y el club de voleibol USC Münster. Ya se han realizado algunas mejoras en las instalaciones de formación. En 2023 se completarán dos nuevos campos de entrenamiento.

## Palmarés
- Campeonato alemán de fútbol aficionado: 1

1994
- Regionalliga West: 2 (IV)

2011, 2023
- Amateur Oberliga Westfalen: 4 (III)

1988, 1989, 1992, 1993
- Westphalia Cup: 5

1997, 2008, 2009, 2010, 2014